# Austrocercella communis
Austrocercella communis är en bäcksländeart som beskrevs av Günther Theischinger 1984. Austrocercella communis ingår i släktet Austrocercella och familjen Notonemouridae.

## Underarter
Arten delas in i följande underarter:
- A. c. obtusa
- A. c. communis